# Pșenîcine, Solone
Pșenîcine (în ucraineană Пшеничне) este un sat în comuna Pîsmeceve din raionul Solone, regiunea Dnipropetrovsk, Ucraina.

## Demografie
Componența lingvistică a localității Pșenîcine
     Ucraineană (87,2%)
     Rusă (12,8%)
Conform recensământului din 2001, majoritatea populației localității Pșenîcine era vorbitoare de ucraineană (87,2%), existând în minoritate și vorbitori de rusă (12,8%).